# Перегляд позитивного мислення
Перегляд позитивного мислення (англ. Rethinking Positive Thinking: Inside the New Science of Motivation by Gabriele Oettingen) - книжка професорки Нью-Йоркського та Гамбурзького університетів Ґебріели Еттінґен, яка досліджує роздуми людей стосовно майбутнього та як це впливає на їхні емоції та поведінку. 

## Огляд книги
Не заглядайте вперед! Рішення книги насправді полягає не в тому, щоб припинити мріяти або позитивно мислити. Швидше за все, книжка вчить нас звільняти наші мрії та фантазії від перешкод, що стоять на шляху їх досягнення. 
В повсякденному житті ми вселяємо в себе думку дотримуватись позитивного мислення. Починаючи від поп-музики до виступів політичних діячів, все зводиться до єдиного посилу: зарядіться оптимізмом та слідуйте своїм мріям. Мотивуємо ми себе втратити вагу, отримати підвищення на роботі або пробігти марафон, але переконуємо в наступному: зосередження на здійсненні бажань сприятиме їх швидшому втіленню. 
Ґебріел Еттінґен присвятила більше 20 років дослідженням в напрямку вивчення мотивації людини. Перешкоди, які як нам здається стають перепоною в напрямку здійснення наших мрій, фактично можуть призвести до їх реалізації. 
Хоча оптимізм допомагає нам пом’якшити наші страждання та наполегливо працювати в складні часи, але бездіяльне мрійництво призводить до розчарування та втрати цілеспрямованості. 
На основі новаторських та широкомасштабних досліджень Еттінґен пропонує новий спосіб візуалізувати майбутнє - розумовий контраст. Запропонований автором підхід поєднує процес націленості на мрії з візуалізацією перешкод. 
В своїй книзі авторка застосовує метод розумового контрасту до трьох найважливіших сфер особистих змін: здоровий спосіб життя, підтримка особистих та ділових взаємовідносин, професійний ріст. Покроковий 4-етапний процес WOOP включає наступні елементи:
- Wish - бажання;
- Outcome - результат;
- Obstacles - Перешкоди;
- Plan - План.

Книга стане корисною для тих, хто прагне вдосконалюватись, розвиватись та вивчати нові можливості та розширити, збагатити уявлення про таке явище як мотивація. 

## Переклад українською
- Еттінґен, Ґебріел. Перегляд позитивного мислення / пер. Лесь Герасимчук. К.: Наш Формат, 2015. —  184 с. — ISBN 978-617-7279-20-3